# Hou Yuon
Hou Yuon (khmer ហ៊ូ យន់), född 1930 i provinsen Kampong Cham, död 1975 eller 1976, var en kambodjansk kommunistisk politiker. Han tillhörde de mera moderata Röda khmererna och kom emellanåt i konflikt med Pol Pot.

## Biografi
Hou Yuon studerade vid Lycée Sisowath i Phnom Penh och reste senare till Paris, där han år 1955 avlade doktorsexamen vid stadens universitet. Avhandlingen La paysannerie du Cambodge et ses projets de modernisation handlar om de kambodjanska böndernas betydelse för moderniseringsprojektet i Kambodja.
Efter några år återvände Hou Yuon till sitt hemland, där han blev lärare vid privatskolan Lycée Kambuboth i Phnom Penh. Under 1950- och 1960-talet ingick Hou Yuon i flera av Norodom Sihanouks ministärer. Efter att ha varit borta från politiken under några år anlitades Hou Yuon ånyo av Sihanouk för att ingå i en "motregering" mot premiärminister Lon Nols högerregering. År 1967 ägde Samlautupproret rum; revolten utfördes av missnöjda vänsterintellektuella mot Sihanouk. Denne anklagade Yuon för att väcka oro i samhället och hotade honom med arrestering och möjlig avrättning. Yuon flydde då till den kambodjanska maquis, som leddes av Pol Pot, Ieng Sary och Son Sen och opererade i skogsområdena.
I mars 1970 avsattes Sihanouk i en kupp, ledd av Lon Nol. Yuon blev då medlem av GRUNK (Gouvernement royal d'union nationale du Kampuchéa), Sihanouks exilregering med säte i Beijing. Yuon riktade skarp kritik mot Röda khmerernas politiska strategi och internerades i ett omskolningsläger 1974. Han återinsattes dock i partiets styrelse. Detta hade att göra med hans personliga vänskap med Pol Pot och hans popularitet bland bondeklassen och expatrierade kambodjanska intellektuella.
Den 17 april 1975 intog Röda khmererna Phnom Penh och tog makten i Kambodja. Strax dessförinnan hade Yuon försvunnit. Omständigheterna kring hans död är höljda i dunkel. Enligt en teori beslutade högt uppsatta medlemmar av Röda khemererna att avrätta Yuon efter att denne hade motsatt sig ordern att evakuera Phnom Penh. Yuon ska ha avrättats i augusti 1975 för att ha uttryckt tydliga kontrarevolutionära åsikter; hans kropp kastades i Mekong-floden.